# Brejo de São Félix
Brejo de São Félix é um distrito do município brasileiro de Parnarama, no estado do Maranhão.

## História
Por volta de 1805, chegou ao Maranhão João Rodrigues da Silveira, mineiro natural de São João Del-Rei, nascido em 1778, conhecido como Coronel Flor, acompanhado de sua esposa Maria das Mercês da Conceição. João Rodrigues instalou-se em um brejo situado a oito léguas a oeste de São José (atual município de Matões), no local que ficou conhecido como Brejo de São Félix, onde praticava atividades agropastoris.
Após a abolição da escravidão, ao longo das décadas foi estabelecido entre a comunidade e os proprietários da fazenda um sistema em que os trabalhadores rurais pagavam uma parte da produção das roças e da coleta do coco babaçu em troca da moradia no local.
Na região, moram três comunidades: Brejo de São Félix, a mais antiga, na qual os moradores são descendentes de escravos e onde residia o antigo proprietário da terra; a comunidade de Canafístula; e a comunidade de Baixão Grande, cujas famílias chegaram no final dos anos 1950, oriundas de outras cidades do Maranhão e também do Piauí.
Após conflitos agrários na década de 1970, foi enviada uma carta da comunidade à Presidência da República relatando a situação, em 1985, e um ofício ao INCRA em 1988.
Em 25 de março de 1995, foi publicado decreto de desapropriação da fazenda “Canafístula – Fazenda São Félix” no Diário Oficial da União e na criação do assentamento Brejo de São Félix.
Brejo de São Félix foi certificado como comunidade remanescente de quilombo pela Fundação Cultural Palmares por meio da Portaria n° 29/2006, de 13/12/2006.

## Distrito
Pela lei estadual nº 269, de 31-12-1948, foi criado o distrito de Brejo de São Félix e anexado ao município de Parnarama.
No distrito, além do povoado Brejo de São Félix, Canafístula e Baixão Grande, também estão situadas as localidades de Centro do Ferreiro, Santa Clara, São Raimundo, Baixão do Côco, Cortes, Brejo de Cima, São Romão, dentre outras.
O distrito abrigava 35,6% da população de Parnarama em 2010.